# 日本酒級別制度
日本酒級別制度（にほんしゅきゅうべつせいど）とは、1940年（昭和15年）から1992年（平成4年）まで日本において長らく存在した、日本酒の酒税法上、ならびに一般的な分類体系であった。

## 制度の導入
1937年（昭和12年）に日中戦争が勃発すると、戦場の兵士へ送る米や酒の供給ゆえに米市場が混乱した。そのため、米を原料とする酒も秩序のないものへと化していき、水を入れて量だけ増した金魚酒に代表される「闇酒」や「薄め酒」が横行するようになった。
そこで大日本帝国政府は、1940年（昭和15年）酒市場の建て直しを図るため、市場に流通する酒を政府が監査し、含有するアルコール度数と酒質などから「特級」「一級」「二級」「三級」「四級」「五級」に分類した。この分類の表示が、商品である酒にとっては市販流通させてよいという認可証の役割を負った。

## その変遷
太平洋戦争の勃発により米不足に拍車がかかると、1943年（昭和18年）に酒類は配給制となった。第二次世界大戦の敗戦後、1949年（昭和24年）に配給制が解かれ酒類販売の自由化がなされた。その後の級別制度は実質的に「特級」「一級」「二級」の三段階に落ち着いていき、それぞれの級によって課せられる酒税の割合が定められた。
しかし、アルコール度数に基づく級別・課税というシステムが日本酒の品質の良し悪しと対応していないなどの理由で、この制度を疑問視する声がしだいに高まっていった。蔵元のなかには、敢えて日本国政府の監査と級別制度の中に序せられることを拒否し、「無鑑査の二級酒」として市場に流通させるところも現れた。特に一ノ蔵は伝統的な製法の本醸造を「無鑑査」という商品名で販売した。

## 制度の終焉
そんな中、日本消費者連盟は1982年（昭和57年）に、著書『ほんものの酒を！』ISBN 978-4380820038 で「日本酒級別制度は国家権力による不当表示、詐欺の強要である」とその実態を告発した。この指摘に当時の大蔵省は応答しなかった。

### 政府の対応
消費者からの批判が高まってきたのを受け、日本国政府は「日本酒級別制度」に替わりうる品質本位の分類体系を模索し始め、1990年（平成2年）から精米歩合により「普通酒」「特定名称酒」など9種類の名称からなる現行の分類体系を導入し、当初は旧来の級別制度と暫定的に併用した。
この移行期には、従来の選択基準が崩れたため消費者の戸惑いも大きく、酒造メーカー独自の基準による「特級」「一級」「二級」という旧級名にそれぞれ対応させた「特撰」「上撰」「佳撰」という名称が登場し、広く使われた。

### 制度の廃止
現行の特定名称による区分はアルコール度数による級別制度と異なり、その区分基準によってある一定の品質を保証していると捉えることができるが、任意の申請を行わない醸造酒がより下位の特定名称酒として流通することを妨げるものではない。
新しい分類体系が消費者一般に徐々に浸透したものと見なされることに至ったため、日本酒級別制度は1992年（平成4年）に完全に撤廃されたが、大半の消費者は何が起こったかわからない状態だった。船瀬俊介は、この事態の本質を伝えなかったマスメディアの責任であると指摘している。

### 廃止後の日本酒表示
制度が廃止された1993年（平成5年）以降では、級別制度のあったころに比べて消費者が自分で商品情報を見極めて選択できるように、原料米名、産地名など、国税庁による製法品質表示基準による任意記載事項を初めとして、精米歩合、仕込み方、瓶詰めの仕方など、多様な情報がラベルに表示されている。